# 庶民御宿
『庶民御宿』（しょみんおんやど）は、つげ義春が1975年4月に実業之日本社「漫画サンデー」に『ヨシボーの犯罪』とともに発表した27頁からなる短編漫画作品。房総半島の千葉県千倉を舞台とした「罪深い」物語である。
双葉社から「アクションコミックス」のレーベルで発行された短編集『リアリズムの宿―つげ義春「旅」作品集』に収録されている。

## 概要

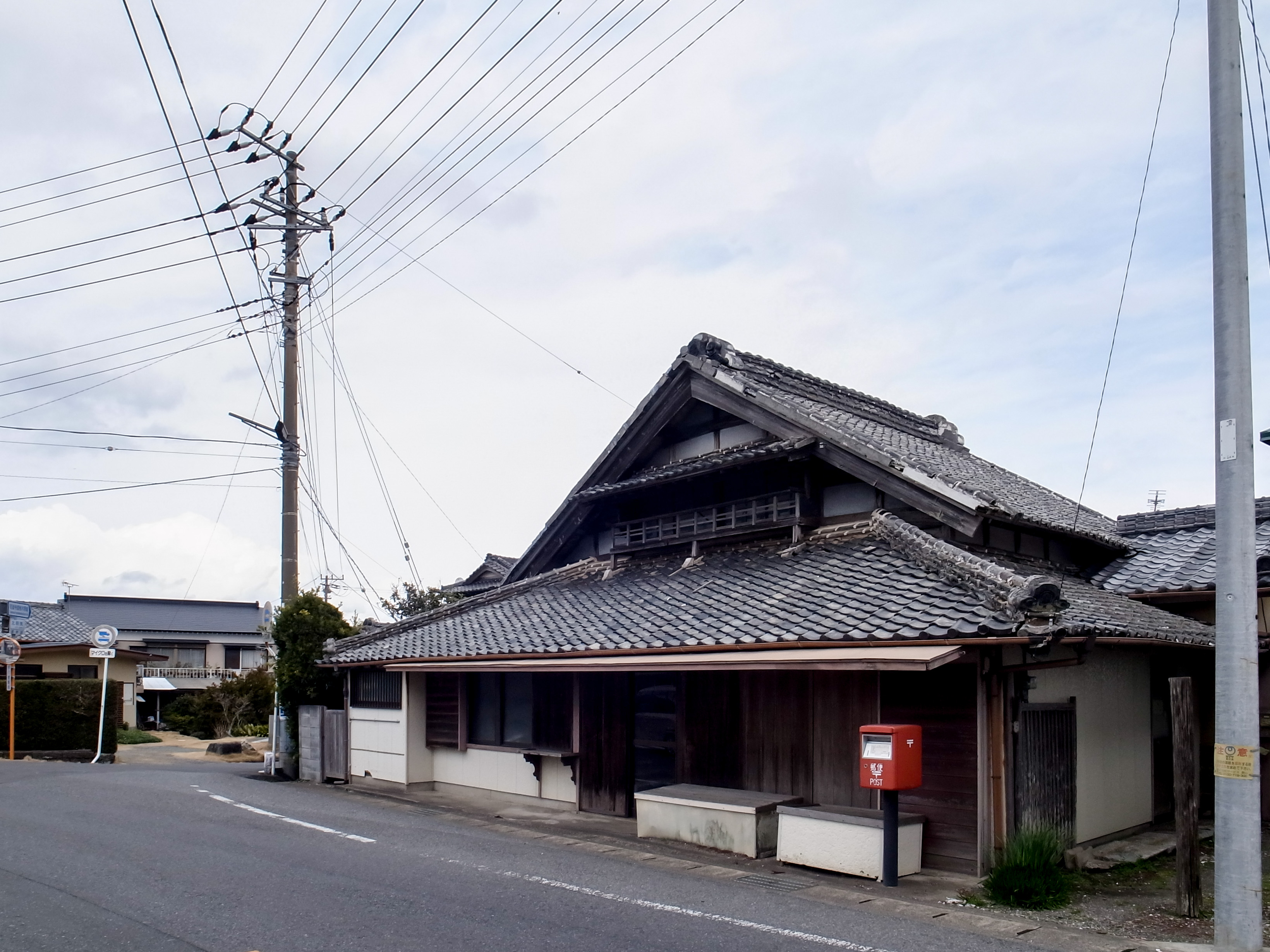
作品の舞台となった千倉の町。

『海辺の叙景』（1967年9月）、『紅い花』（1967年10月）、『西部田村事件』（1967年12月）、『長八の宿』（1968年1月）、『二岐渓谷』（1968年2月）、『オンドル小屋』（1968年4月）、『ほんやら洞のべんさん』（1968年6月）、『リアリズムの宿』（1973年11月）などの一連の「旅もの」に続く作品で、最後から2番目の作品になり、この後「旅もの」といわれるものは5年後の『会津の釣り宿』をもって終わりを告げる。「酒井荘」（旧・調布市小島町810、現住所・調布市多摩川7丁目9番地2）時代の作品。1974年夏につげは後の夫人である藤原マキとともに「ひなぎく荘」から荻窪に移り、1-2ヵ月後に再び調布へ戻り、9月からは酒井荘に住み始める。棟続きには大家が住んでいるアパートであった。酒井荘時代の作品としては当作品のほか『退屈な部屋』、『日の戯れ』であり、後者は酒井荘をモデルにしている。藤原マキが競輪場の京王閣でアルバイトをしていたのもこの時期。1年後の1975年11月には長男の誕生を機に正式結婚する。
筋は実際の房総半島への旅行がヒントになっており実在の地名がちりばめられるが、すべてフィクションである。ユーモアを交えた巧みなストーリー展開と構成力、二人の男の漫才を思わせるせりふのやり取り、また緻密な描写はつげの作品の中でも出色であり、畳の目一つずつや闇のニュアンスまでが克明に描かれている。特に宿屋やセックスシーンの描写はリアルである。またせりふも多く饒舌であり、一般読者をも引き付ける通俗性も持ち合わせている。つげは、この作品を書いた理由として行商人と商人宿を題材にした作品を書きたかったことをあげているが、好きな題材を扱ったことから「大変乗った」と語っている。
この作品での主人公は若い青年2人だが、本当の主人公は「罪深い」物語を告白する行商人であり、青年らはいわば狂言回しの役割だと高野慎三は解説する。
この作品以降、遠近法を無視したり、人間と畳の大きさの対比に見られるようにわざとバランスを崩す、あるいは天井をはずし俯瞰するなど新たな画法を採用しており、その後の「夢もの」ではさらに誇張され描かれるようになる。

## あらすじ
千葉県の千倉で泳ごうと二人乗りのバイクで出かけた主人公の青年とニヒリストを自称する友人は、夕暮れ時に道に迷ってしまう。途中で知り合った山梨の行商人の紹介で、一緒に一人暮らしの老婆の農家に泊まる。一行は老婆の勧めでウイスキーを飲み、酔いつぶれた老婆が寝入った後に行商人から涙ながらの告白を聞かされる。
5年前のこと、行商人が定宿にしていた鴨川の宿屋の夫婦とは、家族同様の付き合いであった。ところが彼らは子宝に恵まれないという悩みがあった。ある夜、晩酌をしている主人から「妻に母親としての喜びを味わわせてやりたい。ついては、妻を抱いてほしい」と頭を下げられる。行商人は一度に酔いの醒める思いがしたものの、夜中にフトン部屋を覗くと灯りがともり、奥さんが一人本を読み横たわっていた。その夜は何事もなかったものの、翌日目を真っ赤にした奥さんから「恥をかかせないで、長いこと考え抜いた事なんです」と告げられ、動揺する。その夜、行商人はふしだらな気持ちもあってついに奥さんと行為に及んでしまい、そのことで深い罪悪感に苛まれるようになる。主人公と友人の2人は、男の「罪深い話」を聞き、思わず興奮するが、寝ていたと思った老婆までひょっこり起きだし、聞き耳を澄ませていたことが知れる。
さらに話はそれだけでは終わらない。3年後に行商人がそれとなく様子をうかがいに行くと夫婦には子供ができていた。「自分の愚劣な心も知らずに生まれてしまった子が不憫でならない」と涙ながらに訴える行商人に、青年らは「愚劣であろうと神聖な営みであろうと 人間の生まれるのは偶然じゃないですか」などと慰めるが、郷里に妻や子がいる行商人には通じない。
翌日、二人は好奇心から行商人に聞かされた鴨川の宿屋を訪れる。そこで、宿のお手伝いのおばさんから、子供はもらい子であることを聞かされる。話に聞いた奥さんも現れるが、大変無愛想であり、床の間には主人が書いたという「一日一善」などという掛け軸が掛かっていたりする。晩酌の酒も水で薄めたように薄い。高揚していた二人の気分は次第に落ち込んでいく。
翌日、房総半島の海岸線を北上する二人の乗るバイクの後姿・・・・・・。
「やるじゃないの庶民も」
「ニヒリストも顔色なしだ」
二人の会話で話は締めくくられる。

## 作品の元になった旅

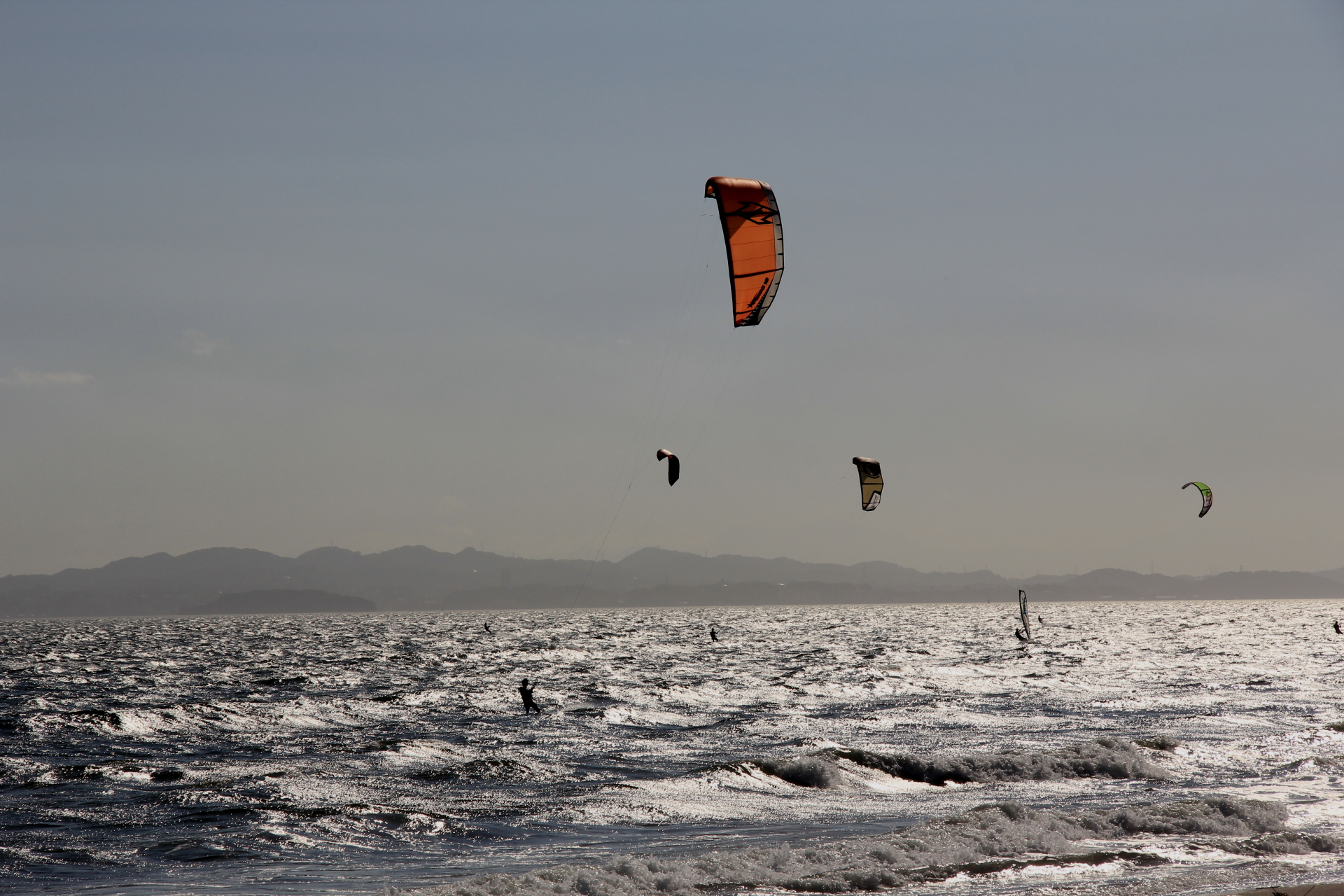
1966年（昭和41年）8月、つげと友人の立石は富津岬へ海水浴へ行き、その夜道に迷う。

1966年（昭和41年）8月、つげは友人の立石とオートバイに2人乗りして千葉・内房の富津岬へ海水浴へ行き、同時に東京湾観音、那古寺を見物し、館山で日が暮れた。宿を探すが見つからず、千倉へ向かう途中で道に迷い真っ暗な田圃道を長く走り続けたあげくにようやく1軒の寿司屋と亀田屋という旅館ともう一軒の隣接する旅館を見つけ、そのうちの一軒に投宿する。周囲は田ばかりで、その一角だけ人家がかたまっているような寂しい場所で、宿屋も含めどの家も平屋で、ほとんどの家は雨戸を閉め、宿屋と寿司屋の明かりだけが道を照らしていた。

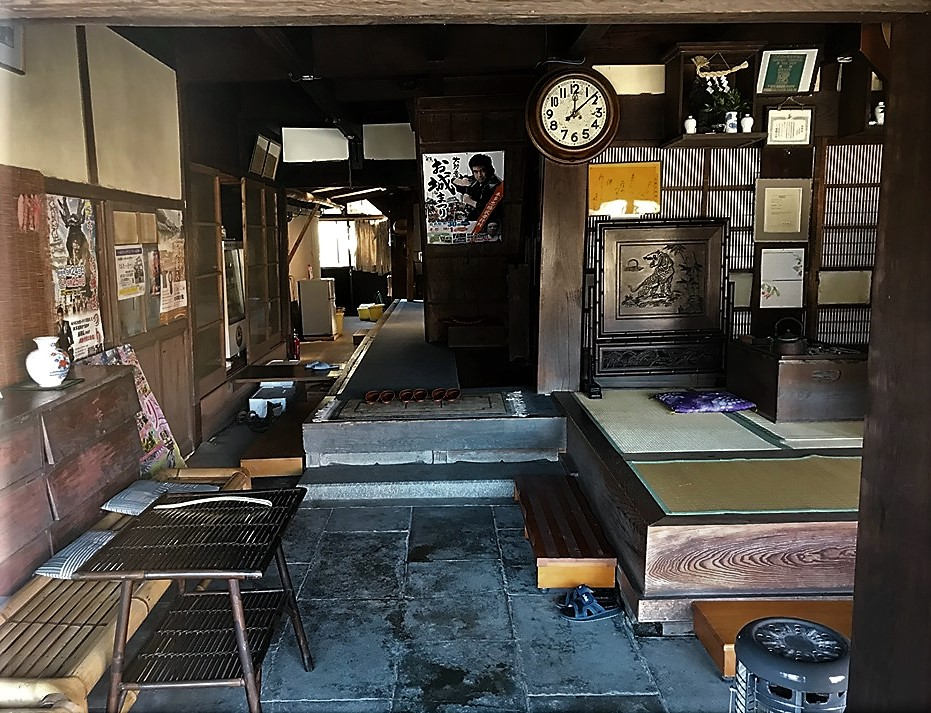
つげは趣のある商人宿を好み、同じ房総半島の大多喜では大屋旅館に出会い、その帳場を『リアリズムの宿』に登場させている。

しかし、そんな場所にふさわしくなく宿には、鉤の手の土間があり、土間の隅にはすのこが敷かれ、壁には番傘がかかり帳場には目の高さを格子で囲った机や長火鉢、黒光りする柱時計、神棚、招き猫などが揃っており、さながら時代劇のセットを見るようであった。当時つげは商人宿や木賃宿の趣の残る旅籠風の宿を好んでおり、興趣を感じたのだが、さらに田舎の粗末な旅籠に似つかわしくない30前後の物腰の上品な女が対応に出たため、胸を衝かれる思いをする。
翌日、その女は宿の家族ではなく女中だったことを知り、田舎っぽい宿の家族よりずっと気品がある女中の風情をつげは奇異に感じる。出発の際には、女が道に出てオートバイが消えるまで手を振っていた。立石はそれに応えるようにオートバイの尻を振って見せた。その女の風情がつげの心の中にはいつまでも残り続けた。

## その他
- 権藤晋はつげとのこの作品に関するインタビューの中で「つげさんって、エッチですね。どんなすごいひとでもつげさんほどエッチじゃないですよ」と評したのに対し、つげは「吉行淳之介に次いでかなあ。他の漫画家の大胆なエロティックなシーンを読んでも、何とも思わないですね」と応じた[4]。